# Nana Mizuki Live Formula at Saitama Super Arena
 (août 2016).
Si vous disposez d'ouvrages ou d'articles de référence ou si vous connaissez des sites web de qualité traitant du thème abordé ici, merci de compléter l'article en donnant les références utiles à sa vérifiabilité et en les liant à la section « Notes et références ».
Albums de Nana Mizuki
Nana Mizuki Live Museum x Universe
(2007) Nana Clips 4
(2008)
Nana Mizuki Live Formula at Saitama Super Arena est la 9e vidéo musicale de la chanteuse et seiyū japonaise Nana Mizuki.

## Présentation
La vidéo sort au format DVD le 9 mai 2008 sous le label King Records. Le DVD atteint la 5e place du classement de l'Oricon et reste classé pendant cinq semaines.
Les deux premiers DVD contiennent le concert NANA MIZUKI LIVE FORMULA filmé au Yokohama Super Arena. Ils contiennent 34 pistes dont plusieurs sont issues de son album Great Activity et de ses autres albums. Le 3e DVD intitulé NANA MIZUKI LIVE FORMULA 2007-2008, contient une sélection de chansons venant de sa tournée, ainsi que des bonus.

## Liste des titres
DVD1
1. Bring it on!
2. Secret Ambition (SECRET AMBITION)
3. MC1
4. First Calendar
5. Freestyle
6. Rush&Dash! (RUSH&DASH!)
7. chronicle of sky
8. through the night
9. Pray
10. Innocent Starter
11. MC2
12. Heart-shaped chant
13. MC3
14. Last Scene
15. Crystal Letter
16. Take a chance
17. Power Gate (POWER GATE)
18. Super Generation (SUPER GENERATION)

DVD2
1. Massive Wonders (MASSIVE WONDERS)
2. Eternal Blaze (ETERNAL BLAZE)
3. Zankou no Gaia (残光のガイア)
4. Orchestral Fantasia
5. MC4
6. Sing Forever

Encore
1. SEVEN
2. Justice to Believe
3. MC5
4. Dancing in the velvet moon
5. Level Hi!
6. MC6
7. Aoi Iro ~a cappella~ (アオイイロ)
8. MC7
9. End Roll
10. Audio Commentary of LIVE FORMULA

DVD3
NANA MIZUKI LIVE FORMULA 2007-2008 / 2007.12.24 at SENDAI SUNPLAZA HALL
1. Inside of mind
2. Brave Phoenix (BRAVE PHOENIX)
3. Promise on Christmas

NANA MIZUKI LIVE FORMULA 2007-2008 / 2007.12.31~2008.01.01 at GRANDE CUBE OSAKA
1. Aoi Iro (アオイイロ)
2. COUNTDOWN 2007-2008
3. Super Generation (SUPER GENERATION)
4. Suddenly ~Meguriaete~ (suddenly ~巡り合えて~)
5. MAKING OF LIVE FORMULA 2007-2008
6. Cherry Boys x NANA Symposium (NANA×CHERRY BOYS座談会)